# IC 1344
IC 1344 је спирална галаксија у сазвјежђу Водолија која се налази на листи објеката дубоког неба у Индекс каталогу.
Деклинација објекта је - 13° 22' 49" а ректасцензија 21h 1m 16,5s. Привидна величина (магнитуда) објекта IC 1344 износи 14,2 а фотографска магнитуда 15,0. IC 1344 је још познат и под ознакама MCG -2-53-18, PGC 65913.